# 伊豆・小笠原海溝

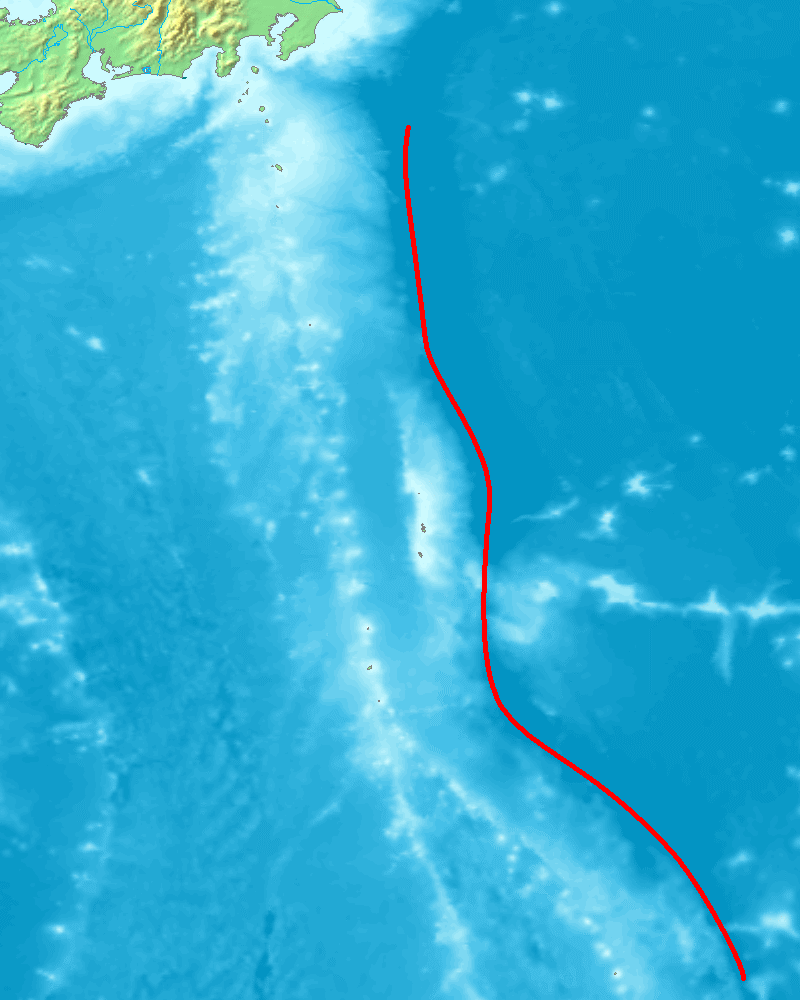
伊豆・小笠原海溝の位置（赤線）

伊豆・小笠原海溝（いず・おがさわらかいこう、英:Izu-Ogasawara trench）は、日本の房総半島沖から南東方向に連なる海溝のことである。小笠原群島がボニン諸島（英:Bonin Islands）とも呼ばれることから、伊豆・ボニン海溝（英:Izu-Bonin trench）とも呼ばれる。また、南方に連続して位置するマリアナ海溝と合わせて伊豆・小笠原・マリアナ海溝（IBM海溝）とも呼ばれることもある。

## 地形
フィリピン海プレートに太平洋プレートが沈みこむことによってできた海溝であり、最も深い所では、海面下9801mになる。北端は第一鹿島海山、南端は母島の東方約100kmの海域に位置する（母島の南東に位置する母島海山は海底水深がやや浅く、ここが伊豆・小笠原海溝とマリアナ海溝との境界点とされることが多い）。北に日本海溝および相模舟状海盆、南にマリアナ海溝が連なる。
なお、かつてアメリカ海軍艦艇「ラマポ」が鳥島東方北緯30度30分 東経142度30分 / 北緯30.500度 東経142.500度で深度10,374 mの計測に成功したと発表し、「ラマポ海淵」と名づけられたがその後の調査で水深9,695mとされている 。
伊豆・小笠原海溝から沈み込んだプレート（リソスフェア）は、伊豆諸島・小笠原諸島付近でマグマとなって上昇し、伊豆・小笠原島弧（または伊豆ボニン島弧）と呼ばれる火山列島の島弧を作っている。
この海溝付近では八丈島東方沖地震（1972年/M7.2）、父島近海地震（2010年/M7.8）、小笠原諸島西方沖地震（2015年/M8.1）などが発生している。

## 生物相
第一鹿島海山の裾野でナギナタシロウリガイが確認されるなど、「日本海溝・伊豆・小笠原海溝」として生物多様性の観点から重要度の高い海域に選定されている。